# Banco Central de Bolivia
El Banco Central de Bolivia (BCB) es la principal institución financiera del Estado Plurinacional de Bolivia, con sede en La Paz. Es el organismo estatal responsable de la gestión y política monetaria en el país. Fue fundado el 20 de julio de 1928 con el nombre de Banco Central de la Nación Boliviana, bajo el gobierno de Hernando Siles Reyes, reemplazando al Banco de la Nación Boliviana que estuvo vigente desde 1911. El 20 de abril de 1929, el banco adoptó su nombre actual y el 1 de julio de 1929 inició oficialmente sus operaciones.
El Banco Central de Bolivia tiene facultades para emitir y administrar el boliviano, la moneda nacional del país;  asegurar la estabilidad de la misma; de gestionar la política de crédito del país; de proporcionar apoyo monetario y financiero al Gobierno; de gestionar las reservas de oro y divisas; de actuar como prestamista de última instancia para los bancos que operen en territorio boliviano; y representar a Bolivia en las instituciones internacionales como el Fondo Monetario Internacional, el Banco Mundial y el Banco del Sur.

## Historia

### Banco de la Nación Boliviana
El primer antecedente del Banco Central de Bolivia fue el Banco de la Nación Boliviana, creado mediante ley del 7 de enero de 1911. Tenía la facultad de emitir billetes con características de grabado y color distintas a las utilizadas por otros bancos de emisión de Bolivia, entre ellos el Banco Nacional de Bolivia, fundado en 1872. Las operaciones del Banco de la Nación Boliviana empezó operaciones el 11 de mayo de 1911 con un capital de casi 16 millones de bolivianos, provenientes en su mayor parte del Estado y una pequeña parte de banqueros en Londres, París y el público. El 1 de enero de 1914, mediante el gobierno de Ismael Montes, se promulgó una ley que otorgaba al Banco de la Nación Boliviana, el derecho exclusivo de emisión monetaria. Así mismo, esa fecha el banco se hizo cargo de la sección bancaria del Banco Agrícola de Bolivia. Las funciones del nuevo banco estatal fueron las siguientes:
- Concretar el monopolio de la emisión de billetes
- Actuar como regulador del crédito
- Defender el cambio
- Controlar el circulante
- Agente financiero del Estado

Sin embargo, el Banco de la Nación Boliviana no había alcanzado las funciones de un banco central.

### La Misión Kemmerer
La evolución de la economía boliviana trajo muchos desafíos al Banco de la Nación Boliviana. Por esa razón, el gobierno de Hernando Siles Reyes encargó a un grupo de expertos extranjeros encabezados por el economista estadounidense Edwin Walter Kemmerer, el estudio y formulación de un conjunto de leyes que diera forma a una nueva institución. Antes de llegar a Bolivia, la Misión Kemmerer había reorganizado varios bancos centrales de otros países. Con esa experiencia, el gobierno boliviano encomendó la reorganización del banco central como parte de un conjunto de disposiciones económicas y financieras, entre las cuales se encontraban, por ejemplo, la Ley General de Bancos, la Ley Monetaria y la Ley de Reorganización del Banco de la Nación Boliviana, que transformó el Banco de la Nación Boliviana en el Banco Central de la Nación Boliviana.
La Misión Kemmerer centró su atención en la creación de un Banco Central independiente y una Superintendencia de Bancos autónoma. La modernización de la normativa y de la regulación financiera respondía a las necesidades de captar nuevos créditos externos de manera sustancial, y a la de incrementar los niveles de inversión extranjera para el desarrollo del aparato productivo. Con base en las recomendaciones de la misión, el Banco Central de Bolivia concentró el privilegio exclusivo de emitir la moneda nacional, el manejo de la tasa de descuento, las operaciones de mercado abierto y el control de la política crediticia.

### Creación del Banco Central de Bolivia
El 20 de julio de 1928, el gobierno del presidente Hernando Siles Reyes promulgó la Ley N.º 632, determinando la creación del Banco Central de la Nación Boliviana. Sin embargo, el proceso de reestructuración del nuevo banco central tardó varios meses en implementarse. A través de una modificación a la Ley de Bancos, el 20 de abril de 1929, el banco pasó a denominarse Banco Central de Bolivia y el 1 de julio de 1929, el banco inició oficialmente sus operaciones. El banco comenzó sus operaciones con agencias en siete ciudades principales de Bolivia, además de la oficina central en La Paz, sede de gobierno del país.

### Actualidad
Mediante Ley N° 1670 de 31 de octubre de 1995 fue creada la Fundación Cultural del Banco Central de Bolivia, que es una institución gubernamental de Bolivia, con el objeto de mantener, proteger, conservar, promocionar y administrar los Repositorios Nacionales y Centros Culturales bajo su tuición. Ésta entró en funcionamiento en 1997.

## Funciones
Las funciones del Banco Central de Bolivia, en coordinación con la política económica determinada por el Órgano Ejecutivo, además de las señaladas por la ley son las siguientes:
1. Determinar y ejecutar la política monetaria.
2. Ejecutar la política cambiaria.
3. Regular el sistema de pagos.
4. Autorizar la emisión de la moneda.
5. Administrar las reservas internacionales.

### Política monetaria

#### Regular la circulación de los medios de pago
El Banco Central de Bolivia controla y regula la cantidad de dinero circulante en la economía de Bolivia. Asimismo, el BCB regula el volumen de crédito interno de acuerdo a su programa monetario. Al efecto, el Banco Central de Bolivia tiene la atribución de emitir y adquirir títulos valores, ya sean bonos y pagarés. De la misma manera, realiza otras operaciones de mercado abierto. Además tiene la facultad para establecer encajes legales de obligatorio cumplimiento por las entidades de intermediación financiera. Los encajes legales son porcentajes de los depósitos totales que las entidades del sistema financiero deben mantener en el banco central como reserva obligatoria.

### En política cambiaria
El Banco Central de Bolivia ejecuta la política cambiaria normando la conversión del boliviano con relación a las monedas de otros países. Esta política se orienta a mitigar las presiones inflacionarias de origen externo y preservar la estabilidad del sistema financiero. El BCB está facultado para normar las operaciones financieras con el extranjero, realizadas por personas o entidades públicas y privadas. Asimismo, el banco central posee el registro de la deuda externa, pública y privada.

### En sistema de pagos
El Banco Central de Bolivia tiene la facultad de regular el sistema de pagos, destinado a promover la seguridad de las transacciones y velar por su eficiencia. El sistema de pagos es un conjunto de instrumentos, procedimientos y normas para la transferencia de fondos entre personas naturales y/o jurídicas, que se efectúa utilizando dinero en efectivo, cheques, títulos valores, tarjetas de pago y transacciones electrónicas.

### En emitir la moneda nacional
El Banco Central de Bolivia ejerce la función de emitir el boliviano, la moneda nacional, en forma de billetes y monedas metálicas. En la actualidad ejerce esta función contratando la impresión de billetes y la acuñación de monedas, incluidas las que se emitan con fines conmemorativos o numismáticos. Los billetes deben llevar las firmas del Presidente y del Gerente General del BCB y el número de serie.

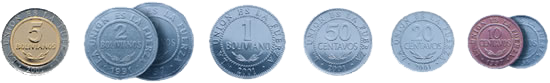
El boliviano, la moneda nacional del país.

### En la administración de las reservas internacionales
El Banco Central de Bolivia tiene la atribución de administrar las reservas internacionales, las cuales se consideran inembargables y no pueden ser objeto de medidas precautorias, administrativas ni judiciales.
Las reservas internacionales están constituidas principalmente por:
- Oro físico.
- Divisas depositadas en el Banco Central de Bolivia o en instituciones financieras fuera del país a la orden de un ente emisor.
- Letras de cambio y pagarés en favor del Banco Central de Bolivia.
- Títulos públicos y otros títulos negociables emitidos por gobiernos extranjeros, entidades y organismos internacionales o instituciones financieras de primer orden del exterior.
- Aportes propios a organismos financieros internacionales como, por ejemplo, el Fondo Monetario Internacional y el Banco del Sur.